# Penelope Jones Halsall
Penny Halsall, née Penelope Jones le 24 novembre 1946 à Preston, Lancashire, Angleterre - morte le 31 décembre 2011) est une romancière britannique spécialisée dans les romans d'amour. Elle a publié plus de 200 romans vendus à plus de 70 millions d'exemplaires. Elle a choisi d'utiliser plusieurs pseudonymes en raison des différents genres traîtés dans ses livres; Caroline Courtney (régence), Lydia Hitchcock (suspense), Melinda Wright (l'air), Penny Jordan (contemporain) et Annie Groves (historique).

### Penny Jordan

#### Les Crightons
- L'Honneur des Crighton
- Une famille trop parfaite
- Un vrai gentleman
- Un vent de passion
- Brûlants souvenirs
- La Fausse Fiancée
- Ennemis et Amants
- La Passion en héritage
- Un miracle du destin

#### Romans d'amour
- L'Enfant de l'orage
- Comme le désert après la pluie
- Au palais des orangers
- Six mois pour t'aimer
- Un seul instant suffit
- Un trop long silence
- La Maïade d'Eos
- Tout commence si vite
- Un jouet entre tes mains
- L'amour ne ment pas
- Sur scène et dans la vie
- Une nuit, et l'oubli...
- Sans même un adieu
- Il passait comme le vent
- En dépit de tout
- Les Otages de la jungle
- Compagnons d'un jour
- Au jeu de Qui perd gagne
- Deux si longues années
- Mi-fugue, mi-raison
- Les Larmes les plus douces
- Un seul pas à franchir
- Si fragile dans tes bras
- Sortilège aux Caraïbes
- Souviens-toi, nous deux
- L'Enfer sans toi
- Témoin du passé
- Ma préférence
- Erika, si tu savais...
- La Permission d'aimer
- Quand le temps s'arrête...
- Ce feu qui couve en moi...
- Un bal pour la Saint-Valentin
- Le Destin de Lucy
- Mariage de Noël
- Un ranch pour Natacha
- Le Baiser des sables
- Nous, les Hilvares
- Bal masqué au château
- Un printemps à Murano
- La Passion de Sara
- Au soir de l'été indien
- Un si tendre ennemi
- J'effacerai tes larmes
- Mon cousin Valentin
- Et l'amour, Mylord?
- Femme de mon cœur, femme de mes rêves
- La Fugitive aux doigts de fée
- L'Amant d'un autre été
- Luke, mon amour!
- En route pour le bonheur
- La Revanche de l'amour
- Hannah, ou les caprices de la passion
- Tendre ennemie
- Le Prix de la passion
- Le Serment de Rebecca
- Tendre ennemi
- Souviens-toi que je t'attends
- La Loi du destin
- Silver
- De mémoire de femme
- Anna ou la revanche de l'amour
- Celia ou la naissance d'une passion
- Un inconnu dans la nuit
- La Loi du désir
- Le Prix de la gloire
- L'Amant de Lady Parish
- Une terrible méprise
- Rêves troublants
- Elsa ou le droit d'aimer
- La Fiancée modèle
- Les Noces impromptues
- Destins croisés
- La Femme bafouée
- Les Sortilèges du passé
- Le Roman d'une passion
- Une blessure secrète
- L'Amour en question
- Le Choix d'Elaine
- Un étrange locataire
- Un désir irrésistible
- Une femme de confiance
- Dans la chaleur de l'été
- Fiançailles surprise
- Amour et Jalousie
- L'Amour blessé
- Un moment d'égarement
- Une nuit inoubliable
- Un étrange voisin
- Noël blanc
- En dépit de toute raison
- L'Amour en jeu
- Une rencontre de conte de fées
- Le Retour de Sam Howard
- Les Détours de l'amour
- L'Épouse du gouverneur
- Une place dans mon cœur
- Réveillon amoureux
- La Fiancée de Demetrios
- Passion sans lendemain
- L'Épouse du comte Vincenti
- Fragile innocence
- Passion clandestine
- La Proie du désir
- Un héritage imprévu
- Des retrouvailles passionnées
- Un si beau mariage...
- Mensonge princier
- La Passion trahie
- La Femme trahie
- Un destin capricieux
- La Prisonnière du cheik
- L'Héritage
- Liaison sous condition
- Le Piège de la passion
- Maintenant ou jamais
- Impossible coup de foudre
- Troublantes retrouvailles
- Une folle attirance
- Mensonge et désir
- Un célibataire prêt à tout
- La Revanche du destin
- L'Ivresse de la passion
- Scandale à Niroli